# Узкоротые квакши
Узкоротые квакши (лат. Microhyla) — род лягушек семейства Brevicipitidae. Содержит 34 вида.
Общая длина представителей этого рода колеблется от 1,5 до 4 см. Голова короткая, толстая. Туловище широкое. Конечности массивные, пальцы с небольшими присосками. Задние конечности сильные. Окраска преимущественно красных, оранжевых, светло-коричневых, оливковых цветов. По бокам проходят белые, бежевые, чёрные или коричневые полосы.
Любят влажные дождевые леса, кустарники, холмы с умеренной растительностью. Ведут полудревесный образ жизни. Активны в сумерках. Питаются беспозвоночными.
Это яйцекладущие земноводные. Самка откладывает яйца в водоём, где развиваются головастики.
Обитают в Южной, Юго-Восточной и Восточной Азии.

## Классификация
На ноябрь 2018 года в род включают 43 вида:
- Microhyla achatina Tschudi, 1838 — Агатовая узкоротая квакша
- Microhyla annamensis Smith, 1923 — Аннамская узкоротая квакша
- Microhyla annectens Boulenger, 1900 — Длинноногая узкоротая квакша
- Microhyla arboricola Poyarkov at al., 2018
- Microhyla berdmorei (Blyth, 1856) — Проворная узкоротая квакша
- Microhyla borneensis Parker, 1928 — Борнеоская узкоротая квакша
- Microhyla butleri Boulenger, 1900 — Волнистая узкоротая квакша
- Microhyla chakrapanii Pillai, 1977 — Андаманская узкоротая квакша
- Microhyla darevskii Poyarkov at al., 2014
- Microhyla erythropoda Tarkhnishvili, 1994
- Microhyla fissipes Boulenger, 1884
- Microhyla fowleri Taylor, 1934
- Microhyla fusca Andersson, 1942 — Вьетнамская узкоротая квакша
- Microhyla heymonsi Vogt, 1911 — Полосатая узкоротая квакша
- Microhyla karunaratnei Fernando & Siriwardhane, 1996
- Microhyla kodial Vineeth at al., 2018
- Microhyla laterite Seshadri at al., 2016
- Microhyla maculifera Inger, 1989
- Microhyla malang Matsui, 2011
- Microhyla mantheyi Das, Yaakob & Sukumaran, 2007
- Microhyla marmorata Bain & Nguyen, 2004
- Microhyla mihintalei Wijayathilaka at al., 2016
- Microhyla minuta Poyarkov at al., 2014
- Microhyla mixtura Liu & Hu, 1966 — Китайская узкоротая квакша
- Microhyla mukhlesuri Hasan at al., 2014
- Microhyla mymensinghensis Hasan at al., 2014
- Microhyla nanapollexa Bain & Nguyen, 2004
- Microhyla nilphamariensis Howlader at al., 2015
- Microhyla okinavensis Stejneger, 1901
- Microhyla orientalis Matsui, Hamidy & Eto, 2013
- Microhyla ornata (Duméril & Bibron, 1841) — Украшенная узкоротая квакша
- Microhyla palmipes Boulenger, 1897 — Малая узкоротая квакша
- Microhyla perparva Inger & Frogner, 1979 — Карликовая узкоротая квакша
- Microhyla petrigena Inger & Frogner, 1979 — Речная узкоротая квакша
- Microhyla picta Schenkel, 1901 — Нарядная узкоротая квакша
- Microhyla pineticola Poyarkov at al., 2014
- Microhyla pulchella Poyarkov at al., 2014
- Microhyla pulchra (Hallowell, 1861) — Красивая узкоротая квакша, или красивый азиатский узкорот
- Microhyla pulverata Bain & Nguyen, 2004
- Microhyla rubra (Jerdon, 1854) — Красная узкоротая квакша
- Microhyla sholigari Dutta & Ray, 2000
- Microhyla superciliaris Parker, 1928 — Шипоглазая узкоротая квакша
- Microhyla zeylanica Parker & Osman-Hill, 1949 — Цейлонская узкоротая квакша